# 漢斯·舒希化
漢斯·舒希化（德語：Hans Schäfer，1927年10月19日—2017年11月7日）是一名德國前足球運動員，司職前鋒。他是西德隊奪得1954年國際足協世界盃冠軍隊成員之一，接著在1958年國際足協世界盃及1962年國際足協世界盃以隊長身份出席賽事。

## 球員生涯
舒希化出生於科隆，1948年加入當地球會科隆，效力至1965年，在1962年和1964年獲得德國錦標賽冠軍，並在1963年被選為德國足球先生，當時他35歲。舒希化退役前的最後兩個賽季參與新成立的德甲聯賽，出場39場比賽攻入20球。
舒希化於1952年至1962年代表西德參賽國際賽，上陣39場射入15球，參加過三屆國際足協世界盃。舒希化在1954年國際足協世界盃期間攻入四個進球，最終協助西德首次奪得世界盃冠軍。
舒希化於2017年11月7日去世，享年90歲。

## 外部鏈接
- fussballdaten.de：Hans Schäfer之統計數據 （德文）

| 國際足協世界盃冠軍隊成員 | 國際足協世界盃冠軍隊成員                       | 國際足協世界盃冠軍隊成員 |
| ------------------------ | ---------------------------------------------- | ------------------------ |
| 前任                     | 在世最年長的球員 2015年7月16日 – 2017年11月7日 | 繼任                     |